# Viola badensis
Viola badensis är en violväxtart som beskrevs av Johann Baptist Wiesbaur. Viola badensis ingår i släktet violer, och familjen violväxter. Inga underarter finns listade i Catalogue of Life.